# Phong trào Nông thôn Mới (Hàn Quốc)
Các Saemaul Undong, còn được gọi là Phong trào Cộng đồng Mới, Phong trào Làng mới, Phong trào Saemaul hoặc Phong trào Saema'eul, là một sáng kiến chính trị đưa ra vào ngày 22 tháng 4 năm 1970 bởi tổng thống Hàn Quốc Park Chung-hee để hiện đại hóa kinh tế nông thôn Hàn Quốc. Ý tưởng đã được dựa trên các quy ước truyền thống Hàn Quốc, làng xã gọi là Hyangyak (향약) và Doorae (두레), vốn tạo ra các quy tắc để tự quản và hợp tác trong các cộng đồng làng xã truyền thống Hàn Quốc.
Phong trào ban đầu nhằm khắc phục sự chênh lệch trong mức phát triển về mức sống giữa các đô thị trung tâm, thành quả công nghiệp hóa nhanh chóng và những làng nhỏ vẫn còn sa lầy trong nghèo khó. "Tự lực, Tự cường và Hợp tác" là những khẩu hiệu để khuyến khích các thành viên trong cộng đồng tham gia vào quá trình phát triển. Giai đoạn đầu của phong trào tập trung vào việc cải thiện các điều kiện sống cơ bản và môi trường trong khi sau đó, chương trình này tập trung vào việc xây dựng cơ sở hạ tầng nông thôn và  gia tăng thu nhập cộng đồng.
Dù đạt những thành tựu lớn hồi thập niên 1970, phong trào này dần mất hiệu lực vào thập niên 1980 khi tình hình kinh tế Hàn Quốc đã cải thiện, thoát khỏi nhóm những nước kém phát triển để trở thành nước phát triển. Tuy nhiên, những biện pháp của phong trào này hiện vẫn đang được đúc kết để giới thiệu và áp dụng tại một số quốc gia đang phát triển trên thế giới.

## Giới thiệu chung
Hàn Quốc bị phá huỷ sau 3 năm chiến tranh từ năm 1950, đến năm đầu giai đoạn 1960 Hàn Quốc là một quốc gia nghèo nhất với mức thu nhập quốc dân ít hơn 100USD/năm. Những chính sách về phát triển kinh tế đã thúc đẩy Hàn Quốc có bước phát triển gấp đôi từ năm 1962, nhưng khu vực nông thôn vẫn bị tụt lại phía sau so với những thành công kinh tế đã đạt được năm 1970. Tổng thống Park đã tuyên bố "Sự phát triển quốc gia không thể đạt mục tiêu khi thiếu sự phát triển của nông thôn".
Năm 1971, phong trào khuyến khích tự lực và hợp tác trong nhân dân ở giai đoạn đầu tiên, trong đó chính phủ cung cấp miễn phí một số cố định nguyên vật liệu thô cho mỗi ngôi làng tham gia và giao phó cho người dân địa phương để xây dựng với danh sách khuyến nghị những công việc kinh doanh cần thiết cho bản thân làng (the necessary business for the village bay itself). Chính phủ lựa chọn đầu tiên 33.267 làng và mỗi làng được cung cấp 335 bao xi măng. Năm 1972, 16.600 làng đó chứng minh thành công sau đó đã được cấp bổ sung thêm 500 bao xi măng và một tấn thép cây.
Phong trào Cộng đồng Mới đã cải thiện đáng kể cơ sở hạ tầng ở nông thôn Hàn Quốc, đưa các trang thiết vị hiện đại như hệ thống tưới tiêu, những cây cầu và đường giao thông tới nông thôn. Chương trình cũng đánh dấu sự xuất hiện rộng rãi của các ngôi nhà mái đỏ ở khắp các vùng nông thôn, thay thế nhà tranh truyền thống hay nhà choga-jip. Được khích lệ bởi sự thành công ở nông thôn, phong trào lan rộng qua các nhà máy và khu vực thành thị, và trở thành một phong trào hiện đại hóa toàn quốc. Phong trào Nông thôn Mới tại Hàn Quốc là một chính sách phát triển nông thôn thành công điển hình đã được các nhà kinh tế thuộc phân ngành kinh tế học Phát triển nông thôn nghiên cứu nhằm hiểu được những nguyên nhân khiến nông thôn phát triển và những nguyên lý trong việc thúc đẩy nông thôn phát triển.
Tuy nhiên, mặc dù phong trào Saemaul rất thành công trong việc giảm nghèo đói và cải thiện điều kiện sống ở nông thôn trong giai đoạn đầu, mức thu nhập ở khu vực thành thị vẫn còn cao hơn ở nông thôn sau quá trình công nghiệp hóa nhanh chóng của Hàn Quốc. Phong trào này, vốn do Chính phủ-dẫn dắt với cách tổ chức rất tập trung đạt hiệu quả trong những năm 1970 và đầu năm 1980, nhưng nó đã trở nên ít hiệu quả sau khi Hàn Quốc tiến vào một giai đoạn phát triển cao hơn và giai đoạn công nghiệp hóa, điều này đã làm suy giảm phong trào. Mức thu nhập tương đối thấp ở nông thôn so với khu vực thành thị trở thành một vấn đề chính trị lớn ở cuối những năm 1980 – một vấn đề mà không có giải pháp nào của chính phủ có thể can thiệp để giải quyết hoàn toàn trong giai đoạn đầu tiên – và phong trào cuối cùng tỏ ra không còn hiệu quả trong việc giải quyết các vấn đề lớn hơn như di dân từ nông thôn ra thành thị. Hơn nữa, hệ thống tổ chức thực hiện do chính quyền dẫn dắt tập trung đã để xảy ra tham nhũng, chẳng hạn như việc lạm dụng tài trợ, và thay đổi môi trường Hàn Quốc.
Nhận ra những vấn đề này Chính phủ Hàn Quốc thay đổi cấu trúc tập trung của phong trào bằng cách trao quyền cho các tổ chức dân sự xã hội để dẫn dắt phong trào. Từ năm 1998, Phong trào Saemaul đã bước vào giai đoạn thứ hai, tập trung vào vấn đề mới như nâng cao các dịch vụ tự nguyện trong cộng đồng và hợp tác quốc tế với các nước đang phát triển.

## Những chỉ trích
Trong thập niên 1960 - 1970, khi các chính sách hiện đại hóa nông thôn bắt đầu được thực hiện theo sáng kiến của Tổng thống Park, tại một số địa phương, truyền thống và niềm tin cổ truyền đã bị xúc phạm giống như cuộc Cách mạng Văn hóa ở Trung quốc xảy ra cùng thời điểm. Phong trào Misin tapa undong, ("đẩy lùi việc thờ cúng thần thánh"), cũng được mô tả như "phong trào bài trừ mê tín dị đoan" đạt đến đỉnh điểm trong giai đoạn phong trào Saemaul Undong. Những hàng cây gỗ cử cổ kính đã đứng ở cổng làng và từ lâu được coi là vật giám hộ, đã bị chặt đi để xóa "mê tín dị đoan". Những người thực hành Shaman giáo Hàn Quốc bị sách nhiễu, về cơ bản đã làm hỏng nhiều truyền thống hàng thế kỷ của Hàn Quốc.

## Những bước cơ bản
Các bước cơ bản của Phong trào Saemaul 
Bước 1:Công tác chuẩn bị cơ bản
1. Ba việc chuẩn bị trước khi bắt đầu: Con người, Tiền hỗ trợ ban đầu, Các nguyên tắc Cơ bản
2. Thành lập Nhóm nòng cốt 1: các nhà Lãnh đạo
3. Thành lập Nhóm nòng cốt  2: Các tổ công tác
4. Thành lập Nhóm nòng cốt  3: Áp dụng các nguyên tắc vào các tổ chức hiện có
5. Thành lập Nhóm nòng cốt  4: Các tổ chức theo ngành
6. Gây quỹ để có tiền hỗ trợ ban đầu 1: Qua các dự án hợp tác kiểu mẫu
7. Gây quỹ để có tiền hỗ trợ ban đầu 2: Bằng các công việc hợp tác

Bước 2: Vận hành dự án 
1. Các nguyên tắc và tiêu chí lựa chọn dự án
2. Lập kế hoạch dự án
3. Thuyết phục dân làng 1 - Đưa ra một hình cho dân làng
4. Thuyết phục dân làng 2 -Cổ vũ tinh thần 'bạn có thể làm được'
5. Tạo đồng thuận 1 - các cuộc họp nhóm nhỏ
6. Tạo đồng thuận 2-Họp toàn thể dân làng
7. Để mọi người làm phần việc của họ
8. Chuẩn bị và quản lý các tài sản công
9. Xây dựng trung tâm phong trào làng mới
10. Khuyến khích tinh thần 'chúng ta là một'
11. Hợp tác với các làng và chính quyền nơi khác

Bước 3: Giai đoạn chính của Dự án
1. Dự án 1 về cải thiện môi trường sống: cải tạo nhà cửa
2. Dự án 2 về cải thiện môi trường sống: Xóa bỏ nhũng thứ bất tiện trong làng
3. Dự án 3 về cải thiện môi trường sống: Tạo môi trường để gia tăng thu nhập
4. Dự án tăng thu nhập 1:Xóa bỏ các rào cản
5. Dự án tăng thu nhập 2: Khởi động các dự án hợp tác
6. Dự án tăng thu nhập 3: Thương mại hóa những thứ xung quanh bạn
7. Dự án tăng thu nhập 4: Giới thiệu những ý tưởng mới
8. Dự án tăng thu nhập 5: Điều chỉnh hệ thống phân phối
9. Dự án tăng thu nhập 6: Vận hành một nhà máy/xưởng
10. Đoàn kết cộng đồng 1: Tăng cường đạo đức và tình làng nghĩa xóm
11. Đoàn kết cộng đồng 2: Tạo ra một trung tâm văn hóa và các trang thiết bị khác
12. Đoàn kết cộng đồng 3: Thành lập hội tín dụng

Bước 4: Công đoạn cuối của Dự án
1. Chia sẻ các kết quả và biểu dương thành tích
2. Chia sẻ các triển vọng dài hạn
3. Ổn định các quỹ chung
4. Khuyến khích hoạt động của các tổ chức theo ngành
5. Các cuộc họp thường kỳ để nghiên cứu công nghệ
6. Xây dựng một nhà văn hóa làng
7. Xuất bản một tờ báo địa phương
8. Liên kết với các vùng khác và cơ quan nhà nước nơi khác
9. Kết nghĩa với các nước khác

## Lan rộng ra quốc tế
Phong trào Saemaul đã được Liên Hợp Quốc ghi nhận là một trong những mô hình phát triển nông thôn hiệu quả. Ủy ban Kinh tế Châu Phi (ECA) đã lựa chọn phong trào Saemaul là mô hình mẫu cho chương trình Hiện đại hóa nông nghiệp và Cải tiến nông thôn bền vững - Sustainable Modernization of Agriculture and Rural Transformation (SMART) vào năm 2008.